# Unearthed
Unearthed es el título de un box set del cantante country Johnny Cash lanzado el 2003 . El box set fue producido por Rick Rubin y lanzado por el sello American Recordings y consta de aproximadaente 80 canciones divididas en 5 CD, los primeros 3 discos constan de nuevas versiones o canciones que no fueron lanzados en los discos anteriores American Recordings, Unchained, American III: Solitary Man y American IV: The Man Comes Around, el cuarto disco titulado My Mother's Hymn Book se concentra en las canciones de estilo góspel que Cash aprendió de su madre cuando él era un niño.

El último disco es la mejor compilación de los discos American Recordings, Unchained, American III: Solitary Man y American IV: The Man Comes Around.

## Canciones

### Disco 1: Who's Gonna Cry
El disco presenta solos acústicos al mismo estilo del CD American Recordings. La selección de canciones se inclina hacia el catálogo de canciones antiguas como se especifica en cada una.

El disco tiene una duración total de: 51:13

1. Long Black Veil – 3:15
(Danny Dill y Marijohn Wilkin)
Grabada originalmente por Cash para su CD Orange Blossom Special de 1965.
2. Flesh and Blood – 2:29
(Cash)
Grabada originalmente por Cash para la banda sonora de la película I Walk the Line en 1970.
3. Just the Other Side of Nowhere – 3:18
(Kris Kristofferson)
Grabada originalmente por Kris Kristofferson para su CD Kristofferson en 1970.
4. If I Give My Soul – 3:01
(Billy Joe Shaver)
Grabada originalmente por Shaver para el CD Tramp on Your Street en 1993.
5. Understand Your Man – 2:06
(Cash)
Grabada originalmente por Cash para su CD I Walk the Line en 1964.
6. Banks of the Ohio – 4:07
(Maybelle Carter)
Grabada originalmente por Cash con la banda the Carter Family para el sello Columbia en 1963.
7. Two Timin' Woman – 2:06
(Cash)
Grabada originalmente por Cash para el sello Sun y lanzado en el CD Original Sun Sound en 1964.
8. The Caretaker – 1:55
(Cash)
Grabada originalmente por Cash para su CD Songs of Our Soil en 1959.
9. Old Chunk of Coal – 1:54
(Shaver)
Grabada originalmente por Cash en 1978.
10. I'm Going to Memphis – 2:40
(Hollie Dew y Alan Lomax)
Grabada originalmente por Cash para su CD Ride This Train en 1960.
11. Breaking Bread – 2:48
(Randy L. George)
12. Waiting for a Train – 1:46
(Jimmie Rodgers)
Grabada originalmente por Cash para su CD Blood Sweat and Tears en 1963.
13. Casey's Last Ride – 3:21
(Kristofferson)
Grabada originalmente por Cash para su CD Rainbow en 1985.
14. No Earthly Good – 2:43
(Cash)
Grabada originalmente por Cash para su CD The Rambler en 1976.
15. The Fourth Man in the Fire – 2:48
(Arthur "Guitar Boogie" Smith)
Grabada originalmente por Cash para su CD The Holy Land en 1969.
16. Dark as a Dungeon – 3:00
(Merle Travis)
Grabada originalmente por Cash para su CD Old Golden Throat en 1968.
17. Book Review (diálogo) – 2:07
(Bobby George y Charlie Williams)
18. Down There by the Train – 5:49
(Tom Waits)
Toma alternativa de la canción del CD American Recordings en 1994.

### Disco 2: Trouble in Mind
Este disco tiene más estilo del CD Unchained. La mayoría de las canciones son eléctricas, muestra a Cash ayudado por Tom Petty, el grupo the Heartbreakers, miembros de la banda Red Hot Chili Peppers, the Red Devils y su larga familia.

El CD contiene covers de muchas canciones que no habían sido previamente lanzadas.

El disco tiene una duración total de: 52:10

1. Pocahontas – 3:43
(Neil Young)
Grabada originalmente por Young para el CD Rust Never Sleeps en 1978
2. I'm a Drifter (Versión 1) – 3:50
(Dolly Parton)
Grabada originalmente por Parton para su CD All I Can Do en 1976
3. Trouble in Mind – 3:32
(Richard M. Jones)
4. Down the Line – 2:38
(Roy Orbison y Sam Phillips)
5. I'm Movin' On – 2:54
(Hank Snow)
6. As Long as the Grass Shall Grow (Junto a June Carter Cash) – 4:21
(Peter La Farge)
Grabada originalmente por Cash para su CD Bitter Tears: Ballads of the American Indian en 1964
7. Heart of Gold – 3:01
(Young)
Grabada originalmente por Young para el CD Harvest en 1972
8. The Running Kind (Junto a Tom Petty) – 3:11
(Haggard)
9. Everybody's Trying to Be My Baby – 2:11
(Carl Perkins)
10. Brown Eyed Handsome Man (Junto a Carl Perkins) – 2:21
(Chuck Berry)
11. T for Texas – 3:38
(Jimmie Rodgers)
12. Devil's Right Hand – 2:33
(Steve Earle)
Grabada originalmente por The Highwaymen para su CD The Road Goes on Forever en 1995
13. I'm a Drifter (Versión 2) – 3:45
(Parton)
14. Like a Soldier (Junto a Willie Nelson)– 2:55
(Cash)
Toma alternativa de la canción del CD American Recordings en 1994
15. Drive On – 2:23
(Cash)
Toma alternativa de la canción del CD American Recordings en 1994
16. Bird on a Wire – 5:13
(Leonard Cohen)
En vivo y orquestrado, es una toma alternativa de la canción del CD American Recordings en 1994

### Disco 3: Redemption Songs
Como el álbum Solitary Man y The Man Comes Around. El disco el mayoritariamente acústico pese a que Cash estuvo siendo ayudado por una banda completa en la mayoría de las canciones.

Como el segundo disco, esta también contiende muchos dúos.

El disco tiene una duración total de: 47:58

1. A Singer of Songs – 2:48
(Tim O'Connell)
2. "The L & N Don't Stop Here Anymore – 3:13
(Jean Ritchie)
Grabada originalmente por Cash para su CD Silver en 1979
3. Redemption Song (Junto a Joe Strummer) – 3:27
(Bob Marley)
Grabada originalmente por Bob Marley para su CD Uprising en 1980
4. Father and Son (Junto a Fiona Apple) – 2:49
(Cat Stevens)
Grabada originalmente por Stevens para su CD Tea for the Tillerman en 1970
Grabada originalmente por Cash para su CD Junkie and the Juicehead Minus Me en 1974
5. Chattanooga Sugar Babe – 3:16
(Norman Blake)
6. He Stopped Loving Her Today – 2:37
(Bobby Braddock y Curly Putman)
7. Hard Times Come Again No More – 4:01
(Stephen Foster)
8. Wichita Lineman – 3:03
(Jimmy Webb)
Grabada originalmente por Glen Campbell para su CD Wichita Lineman en 1968
9. Cindy" (Traditional) – 2:53 with Nick Cave
(Cash)
10. Big Iron – 3:52
(Marty Robbins)
11. Salty Dog – 2:26
(Canción tradicional de Rudy Toombs)
12. Gentle on My Mind" (Junto a Glen Campbell) – 3:24
(John Hartford)
13. You Are My Sunshine – 3:18
(Jimmie Davis y Charles Mitchell)
14. You'll Never Walk Alone – 2:59
(Oscar Hammerstein II y Richard Rodgers)
15. The Man Comes Around – 3:51
(Cash)
Toma alternativa de la canción del CD American IV: The Man Comes Around en 2002

### Disco 4: My Mother's Hymn Book
My Mother's Hymn Book es una colección de canciones espirituales cristianas e himnos que Cash originalmente aprendió de su madre mientras el crecía. El álbum presenta solo la voz de Cash y una guitarra acústica, el disco fue lanzado como un disco aparte el año siguiente bajo el mismo nombre y llegó hasta la posición #9 en las tablas de música cristiana.

En el libro que viene junto con este box set, Cash explica las canciones de este CD y menciona que es su álbum favorito en toda su historia.

Este no es el primer álbum que Cash hace en estilo góspel, ha grabado varios álbumes en su carrera, la mayoría incluyen por lo menos una canción de naturaleza espiritual. De hecho las canciones 6, 9 y 10 fueron previamente grabadas en los CD Hymns from the Heart de 1962 y las canciones 5, 11, 14 y 15 fueron previamente grabadas para el disco Sings Precious Memories de 1975.
1. Where We'll Never Grow Old – 3:31
(James C. Moore)
2. I Shall Not Be Moved – 2:41
(V.O. Fossett)
3. I Am a Pilgrim – 2:27
(Merle Travis)
4. Do Lord – 2:12
(Fossett)
5. When the Roll Is Called up Yonder – 1:36
(James Milton Black)
6. If We Never Meet Again This Side of Heaven – 2:31
(Albert E. Brumley)
7. I'll Fly Away – 1:54
(Brumley)
8. Where the Soul of Man Never Dies – 2:15
(William Lee Golden y Wayne Raney)
9. Let the Lower Lights Be Burning – 3:14
(Philip Bliss)
10. When He Reached Down His Hand for Me – 2:14
(Marion Easterling, Thomas Wright y J.F.B. Wright)
11. In the Sweet By and By – 2:25
(Sanford Fillmore Bennett y Joseph Philbrick Webster)
12. I'm Bound for the Promised Land – 2:15
13. In the Garden – 3:18
(C. Austin Miles)
14. Softly and Tenderly – 3:17
(Will L. Thompson)
15. Just as I Am – 2:38
(William Batchelder Bradbury y Charlotte Elliot)

#### Personal
- Karen Adams – Miembro del Grupo
- Craig Allen – Diseño
- Martyn Atkins – Fotografía
- John Carter Cash – Notas y Productora Asociada
- Rosanne Cash – Notas
- Lindsay Chase – Coordinación de Producción
- Steven Kadison – Asistente
- Vlado Meller – Masterización
- Rick Rubin – Productor

### Disco 5: Best of Johnny Cash on American
El disco contiene lo que los productores consideran que es el trabajo más fino de Cash en el periodo en el sello American Recordings. En esencia este es un Lo mejor de los 4 álbumes que lanzó anteriormente en American Recordings hasta su fallecimiento en 2003.

El disco tiene una duración total de: 52:14

- Del CD American Recordings de 1994:

1. Delia's Gone – 2:19
(Silbersdorf y Toops)
2. Bird on a Wire – 4:04
(Cohen)
3. Thirteen – 3:23
(Danzig)
Pese a que no se advierte esta versión es más larga que la original

1. - Del CD Unchained de 1996:

1. Rowboat – 3:45
(Beck)
2. The One Rose (That's Left in My Heart) – 2:28
(Lyon y McIntire)
3. Rusty Cage – 2:50
(Cornell)
4. Southern Accents – 4:42
(Petty)

1. - Del CD American III: Solitary Man de 2000:

1. Mercy Seat – 4:35
(Cave y Harvey)
2. Solitary Man – 2:25
(Diamond)
3. Wayfaring Stranger – 3:22
4. One – 3:52
(Bono, Adam Clayton, The Edge, Larry Mullen Jr.)

1. - Del CD American IV: The Man Comes Around de 2002:

1. I Hung My Head – 3:52
(Sting)
2. The Man Comes Around – 4:29
(Cash)
3. We'll Meet Again – 2:57
(Charles y Parker)
4. Hurt – 3:38
(Reznor)

## Personal
- Johnny Cash - Voz, Guitarra y arreglos.
- Glen Campbell - Voz
- Fiona Apple - Voz
- Nick Cave - Voz
- Joe Strummer - Voz
- John Carter Cash - Intérprete, arreglos
- David Ferguson - Intérprete
- D. Sardy - Intérprete
- Greg Fidelman - Intérprete
- Bill Bateman - Intérprete
- Norman Blake - Intérprete
- Thom Bresh - Intérprete
- Lester Bulter - Intérprete
- Mike Campbell - Intérprete
- Laura Cash - Intérprete
- Jack Clement - Intérprete
- Sheryl Crow - Intérprete
- Howie Epstein - Intérprete
- Steve Ferrone - Intérprete
- Flea - Intérprete
- John Frusciante - Intérprete
- Terry Harrington - Intérprete
- Smokey Hormel - Intérprete
- Rami Jaffee - Intérprete
- Roger Joseph Manning, Jr. - Intérprete
- Tom Morello - Intérprete
- Carl Perkins - Intérprete
- Larry Perkins - Intérprete
- Tom Petty - Intérprete
- Juliet Prater - Intérprete
- David Roe - Intérprete
- Randy Scruggs - Intérprete
- Paul "The Kid" Size - Intérprete
- Chad Smith - Intérprete
- Marty Stuart - Intérprete
- Benmont Tench - Intérprete
- Jimmy Tittle - Intérprete

## Personal técnico
- Rick Rubin - Productor
- Richard Dodd, Thom Russo, Andrew Scheps, David Schiffman, Chuck Turner - Técnicos de sonido
- Sylvia Massy - Sonido y mezclas
- Jim Scott - Mezclas
- Vlado Meller - Masterización
- John Carter Cash - Técnico de sonido, productor asociado
- David Ferguson - Técnico de sonido, mezclas
- D. Sardy - Técnico de sonido, mezclas
- Greg Fidelman - Mezclas
- Steven Kadison - Asistente de estudio
- Christine Cano - Dirección artística, diseño, fotografía
- Martyn Atkins, Andy Earl - Fotografía
- Lindsay Chase - Coordinador de producción
- Sylvie Simmons - Entrevistas y textos.